# Hypomeiones
Hypomeiones (altgriechisch ὑπομείονες hypomeíones, Singular ὑπομείων hypomeíon) waren eine rechtlich und politisch benachteiligte Bevölkerungsgruppe im antiken Sparta. Erstmals belegt ist der Begriff beim antiken Autor Xenophon im 4. Jh. v. Chr. Von Hypomeiones ist im Gegensatz zu den Homoioi die Rede.

## Allgemeines
Im Sparta der klassischen Zeit waren die Hypomeiones „Minderberechtigte“, lakedaimonische Bürger, die verarmt waren und daher, beispielsweise auch nach Verkauf ihres Klaros, des ererbten Landloses, nicht mehr an den Mahlgemeinschaften der Männer, den Syssitien, teilnehmen konnten und so den Vollbürgerstatus als Spartiat verloren. Die Hypomeiones verloren die politischen Rechte. Auch aufgrund der Verarmung eines Teils der Vollbürger gab es in den 370er-Jahren nur noch rund 1.000 bis 1.500 spartanische Hopliten, während noch ein Jahrhundert vorher 8.000 Hopliten ins Feld geschickt werden konnten.
Zu ihnen gehörten eine Vielzahl verschiedener Gruppen, die gesellschaftlich einen ganz unterschiedlichen Status gehabt haben. Sie lassen sich in die Parteien der Hypomeiones, Mothakes, Nothoi, Synthophoi und anderen einteilen. Die wenigen Quellen stammen hauptsächlich von Xenophon, der als Athener selber zeitweise in Sparta lebte, sowie von Thukydides und Aristoteles. Einzig in der Verschwörung des Kinadon finden die Minderen eine gewisse Bedeutung.

## Bei Xenophon
Den Begriff der Hypomeiones prägte Xenophon. Damit sind Spartiaten gemeint, die ihre Vollbürgerschaft verloren haben. Doch auch hier gibt es ganz unterschiedliche Fraktionen. Zum einen die „Zitterer“, Tresantes genannt. Diese blieben Vollbürger, wurden aber von allen anderen verachtet und gemieden. Die „Zitterer“ verloren ihre Ehre in der Schlacht, entweder weil sie in einer Schlacht davongelaufen sind oder weil sie eine Niederlage erlitten haben. Im Militärstaat Sparta war dies die höchste Schande, die ein Soldat erleiden konnte. Dies zeigt sich auch daran, dass selbst durch spätere Heldentaten das Ansehen nicht wiederhergestellt werden konnte. Zu den Hypomeiones zählte auch, wer als Knabe die schwierige Ausbildung in der Agoge nicht abgeschlossen hatte. Somit konnte er nicht zu den Gleichberechtigten zählen. Auch später gab es für diese wohl keine Möglichkeit, in die Gemeinschaft aufgenommen zu werden, da hierfür die Agoge eine Art Grundvoraussetzung war.
Den größten Teil der Hypomeiones machten aber verarmte ehemalige Spartiaten aus. Sie wurden von der Gemeinschaft zwar nicht persönlich verachtet, doch da sie die Beiträge zu den täglichen gemeinschaftlichen Mahlzeiten, den Syssitien nicht mehr aufbringen konnten, schieden sie automatisch aus der Vollbürgerschaft aus. Durch Heirat und Erbteilung konnte sich in Sparta mit der Zeit ein immer größerer Grundbesitz bei einigen Familien ansammeln, während andere völlig verarmten. Diese waren schließlich gezwungen, ihren Grundbesitz zu verkaufen, und hatten damit langfristig keine Grundlage mehr, ihren Anteil aufzubringen. Die Mitgliedschaft an einer Syssitie war aber Voraussetzung für die Vollbürgerschaft. Konnte ein Mann seine Mitgliedsbeiträge wieder aufbringen, so wurde er auch wieder Vollbürger. Es ist anzunehmen, dass dies äußerst selten vorkam.

## Mothakes
Eine weitere Gruppe von Hypomeiones stellten die Mothakes. Zu ihnen gehören auch die Nothoi. Diese sind Kinder, deren Vater Vollbürger war, die Mutter aber nicht. Ebenso können sie Kinder von Verarmten sein. Die Mothakes wurden meist einem gleichaltrigen echten Sohn eines Vollbürgers zur Seite gestellt und durchliefen mit diesem die Agoge. Während ihrer Ausbildung wurden sie wohl Syntrophoi genannt. Ein Knabe konnte auch mehr als einen dieser Kameraden haben oder auch gar keinen. Hatten der Vater oder die Familie genügend Grundbesitz, um dem Mothax ein Erbe zu hinterlassen, konnte dieser auch an den Mahlzeiten teilnehmen und so zu einem Vollbürger aufsteigen. Die Mothakes blieben bei den ihnen zugeteilten Kameraden; im Kampf, wo sie Seite an Seite standen, und ebenso in allen anderen Lebenssituationen. Der Vollbürger hatte auch eine gewisse rechtliche Verantwortung für diesen zu übernehmen. Die Nothoi, arm und ohne Grundbesitz, standen weniger in Verbindung zu einem Vollbürger. Doch konnten sie möglicherweise durch auszeichnende Tapferkeit im Kampf, an denen sie freiwillig teilnahmen, in den Rang eines Vollbürgers aufgenommen werden.
Wie schon erwähnt, finden die Minderberechtigten ihre größte Aufmerksamkeit in der Verschwörung des Kinadon. Festgehalten wurde dieses Ereignis von Xenophon in der Hellenika. Kinadon war vermutlich ein verarmter Vollbürger, der sich mit seiner Situation nicht zufriedengab. Er schaffte es, Anhänger für einen Aufstand unter den Minderberechtigten zu finden. Aber die Verschwörung wurde vorzeitig aufgedeckt und der Anstifter verurteilt.
Allen gemein ist jedoch, dass sie keine politischen Rechte besaßen. Sie hatten keinen Einfluss bei den Entscheidungen des Staates und unterstanden einer anderen Gerichtsbarkeit.
Fest steht wohl, dass die Verarmung vieler Spartaner am Ende einen großen Anteil am Untergang der Polis hatte. Wie bei Aristoteles (Politik 1270a 29–32) nachzulesen ist, schrumpfte die Zahl der kampffähigen Bürger etwa zwischen 480 und 370 v. Chr. von 8.000 auf 1.500 Hopliten. Der Mangel an Vollbürgern (Oliganthropie) war ebenso eine Folge von Geburtenrückgang und Kriegsverlusten. Da gleichzeitig immer mehr abstiegen, gab es in dieser Entwicklung hauptsächlich nur eine Richtung. Reformen zur Verbesserung dieser Situation im 3. Jahrhundert scheiterten.